# Sphinx (mythologie égyptienne)
Pour les articles homonymes, voir Sphinx (homonymie).
Pour un article plus général, voir Sphinx.

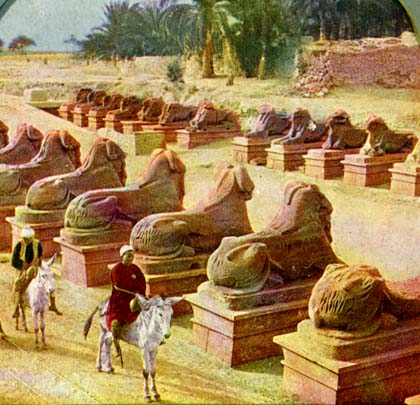
Allée des sphinx de Karnak à Louxor.

Dans la mythologie égyptienne, le mot sphinx désigne une chimère, symbolisant l'union du dieu solaire Rê (corps de lion) et du pharaon (tête humaine, aussi représenté sous forme de faucon ou de bélier).

## Étymologie
« Sphinx » est un mot grec. Son étymologie n'est pas certaine :
- Certains la font dériver de l'égyptien ancien shesepânkh qui signifie « statue vivante », ou encore de chesep ânkh signifiant « image vivante », l'un des noms du dieu Atoum qui symbolise le soleil couchant [1].
- D'autres avancent une parenté avec l'indo-européen en le rapprochant du sanskrit sthag (en pâli, thak) signifiant « dissimulé »[réf. nécessaire].

## Le premier sphinx

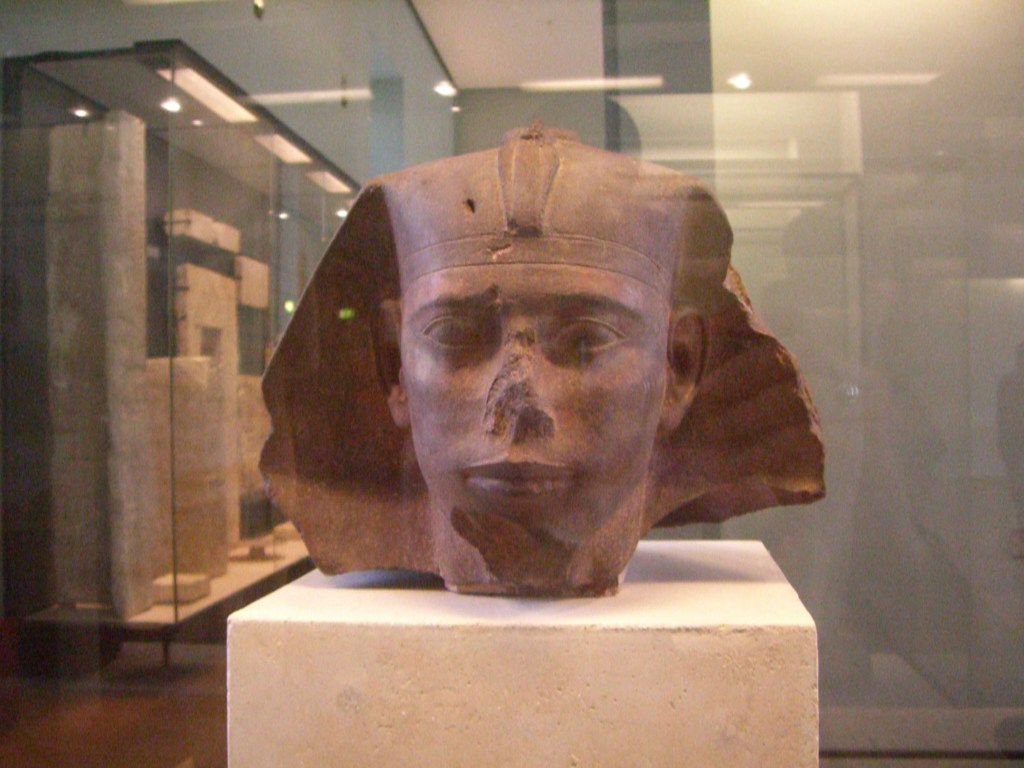
Tête de Djédefrê

Le premier sphinx est apparu sous la IVe dynastie (Ancien Empire) il y a environ 4 600 ans (plus précisément entre 2565 et 2558 av. J.-C.). Il s'agirait non pas du sphinx de Gizeh bâti par Khéphren mais de celui représentant son frère Djédefrê (ou Didoufri) qui fut pharaon avant lui.
Lors des fouilles de la pyramide de ce dernier, les archéologues ont découvert une petite sculpture de sphinx ainsi qu'une tête sculptée portant les insignes de la royauté qui semble appartenir à un sphinx. Cette sculpture de la tête du pharaon Djédefrê est exposée au musée du Louvre à Paris.
Il existe un autre sphinx : le grand sphinx de Tanis. Ce dernier a été daté du XXVIe siècle av. J.-C. mais a été retrouvée à Tanis, capitale de l'Égypte pendant les XXIe et XXIIIe dynasties. La trouvaille de ce remarquable sphinx dans ce site est donc étonnante, puisque s'il venait du XXVIe siècle av. J.-C. (donc IVe dynastie), il aurait plus probablement été retrouvé en Haute-Égypte, là où se trouvait Memphis, capitale de la IVe dynastie. Dans le cas où le sphinx de Tanis venait réellement de la IVe dynastie, il ne serait sans doute quand même pas identifié en tant que premier sphinx car on ne connait pas sa date exacte, donc sa position par rapport au sphinx de Djédefrê. Certains chercheurs attribuent le sphinx de Tanis à un roi du Moyen Empire, de préférence Amenemhat II, vers 1960 av. J.-C., d'autres l'attribuent à une statue de l'Ancien Empire, d'autres encore sont neutres et voient possibles la date de construction de ce sphinx à ces deux périodes.

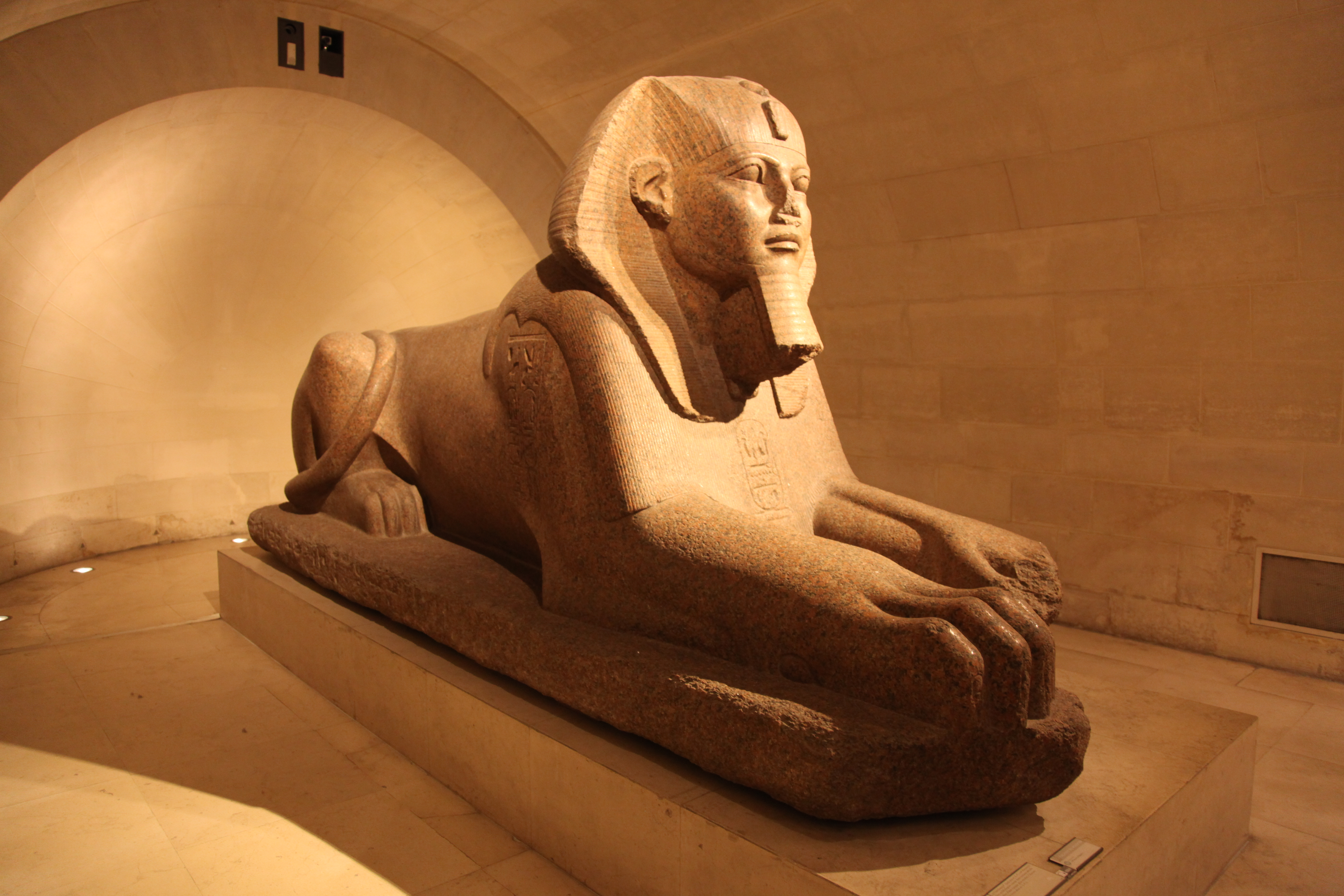
Le Grand Sphinx de Tanis

Pierre Montet nous informe également dans son ouvrage Le Sphinx A 23 du Louvre : 

« Il importe de savoir que le sphinx n’était pas seul lorsque les fouilleurs de Salt le découvrirent vers 1825 dans les ruines du grand temple de Tanis. Il avait un frère brisé en plusieurs morceaux que Barsanti ramena au Musée du Caire en 1905. On l'a restauré, assez mal, et exposé sur un socle dans le jardin qui précède le Musée. D'après ce qui m'a été rapporté le ciment s'est désagrégé, si bien que ce sphinx est de nouveau en morceaux. Lorsque les temples de Tanis étaient en exercice la paire se trouvait probablement dans la première cour, soit devant le IIe pylône, soit devant un édifice secondaire, mais déjà elle avait été plusieurs fois changée de place. »

L'identification du premier sphinx n'est donc pas certaine, mais il serait plus sûr de l'attribuer à Djédefrê, une statue dont la date est déjà plus précise que le sphinx de Tanis, et dont il n'existe pas de doute quant à la dynastie où il fut élaboré.

## Symbolique
Le sphinx serait un mélange entre, d'une part, la force et la férocité exprimées par le corps du lion et, d'autre part, l'intelligence, la prudence et la réflexion représentées par la tête humaine. Ainsi, un sphinx dont la tête prend les traits d'un pharaon nous donnerait l'image d'un souverain puissant mais dont l'intelligence raisonne les actes[source insuffisante].

## Représentation

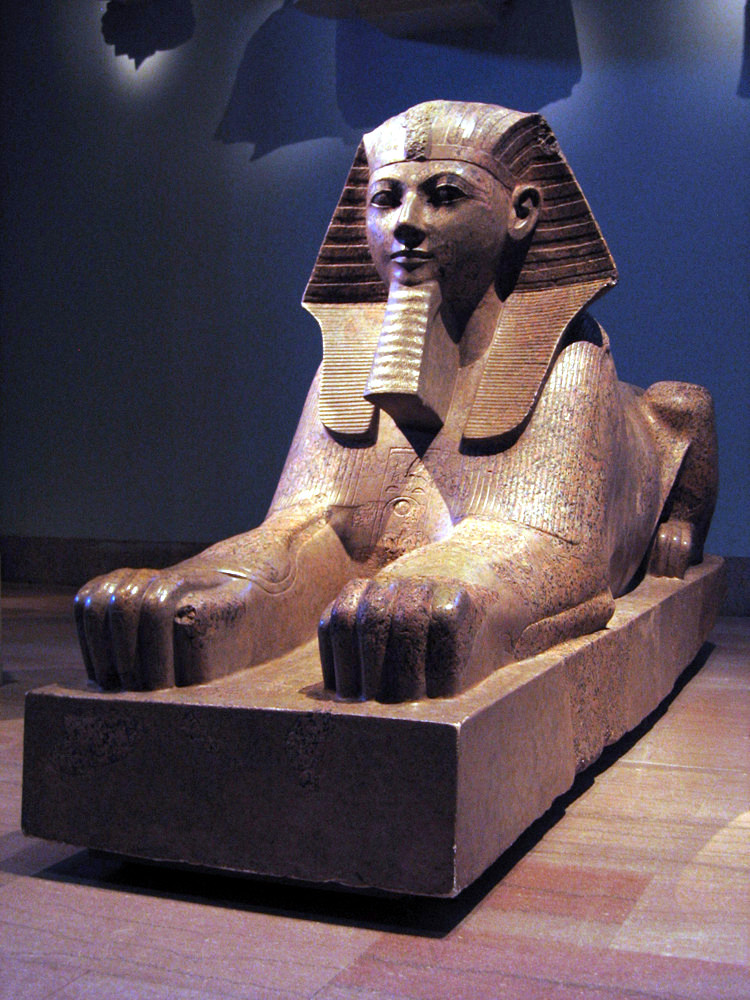
Sculpture de sphinx représentant Hatchepsout, exposée au Metropolitan Museum of Art.

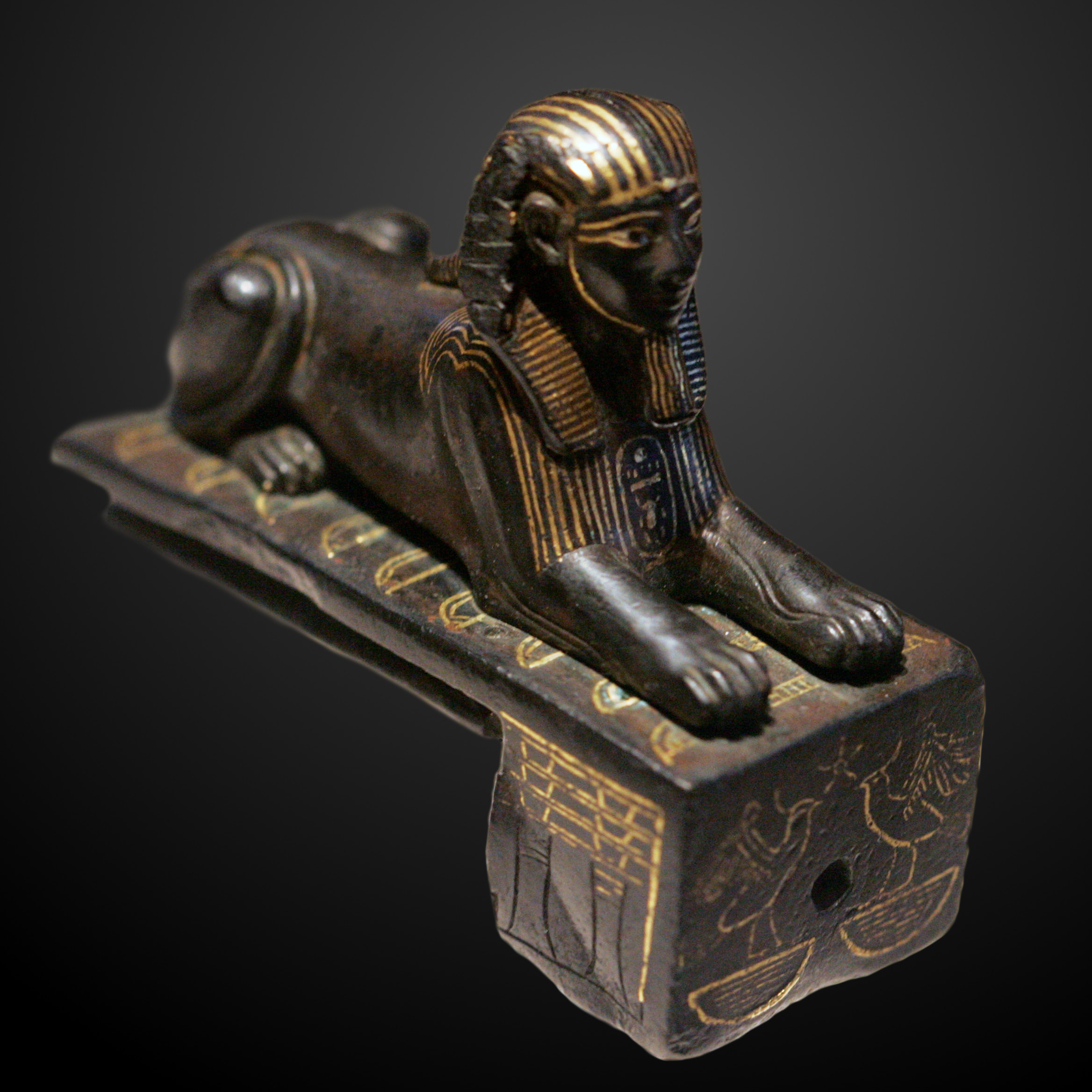
Sphinx en bronze de Thoutmôsis III

Les sphinx étaient représentés par des statues de pierre. Ils incarnaient la puissance souveraine du pharaon et furent d'abord chargés de veiller sur sa nécropole. Le plus connu est le sphinx de Gizeh qui se dresse devant les grandes pyramides du plateau de Gizeh. C'est surtout à partir du Nouvel Empire qu'ils se multiplient à l'entrée de la plupart des temples sous la forme de longs alignements de sphinx se faisant face de part et d'autre de la voie d'accès[réf. nécessaire].
Ces sphinx connaissent plusieurs variantes iconographiques[source insuffisante] :
- dans la pose :
  - sphinx couchant (parfois muni d'ailes ou tenant un vase entre les mains) ;
  - sphinx assis (pattes de devant relevées) ;
  - sphinx passant ou marchant (souvent représenté piétinant l'ennemi);
  - sphinge : sphinx féminin.

- dans l'aspect :
  - le plus souvent lion à face humaine (androcéphale) ;
  - parfois sphinx criocéphale (à tête de bélier) ou hiéracocéphale (hiéracosphinx à tête de faucon).